# Lancia Zeta-12/15hp
Lancia Zeta-12/15hp es un automóvil de turismo fabricado por la marca italiana Lancia entre los años 1912 y 1914.

## Características
El Zeta presentaba un motor anterior, longitudinal, de 4 cilindros en línea, dos válvulas por cilindros, monobloque, con un diámetro de 80mm y una carrera de 130 mm, para una cilindrada total de 2613 cc. La compresión era 4,5:1 y desarrollaba una potencia de 30 hp a 1800 rpm. La alimentación era mediante un carburador vertical monocuerpo y la refrigeración del motor se llevaba a cabo mediante refrigeración forzada por agua y ventilación mecánica.
La tracción era de tipo posterior, con una transmisión con bloqueo de diferencial de 4 velocidades más retroceso. Las suspensiones eran de tipo rígidas con ballestas longitudinales semielásticas. Los frenos eran de tipo tambor montados sobre las ruedas traseras.